# Малкога червоночуба
Малко́га червоночуба (Dasylophus superciliosus) — вид зозулеподібних птахів родини зозулевих (Cuculidae). Ендемік Філіппін.

## Опис

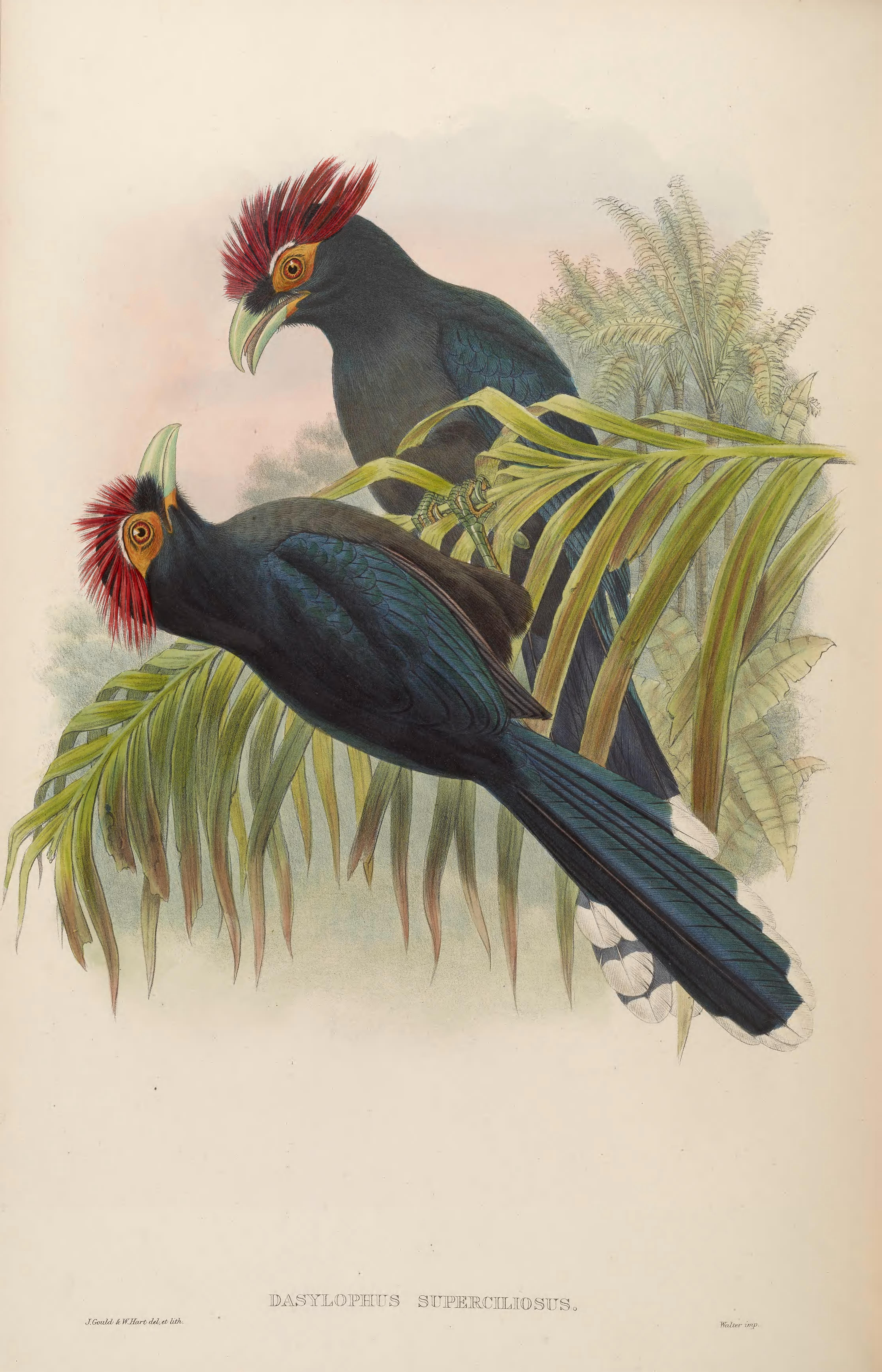
Червоночубі малкоги

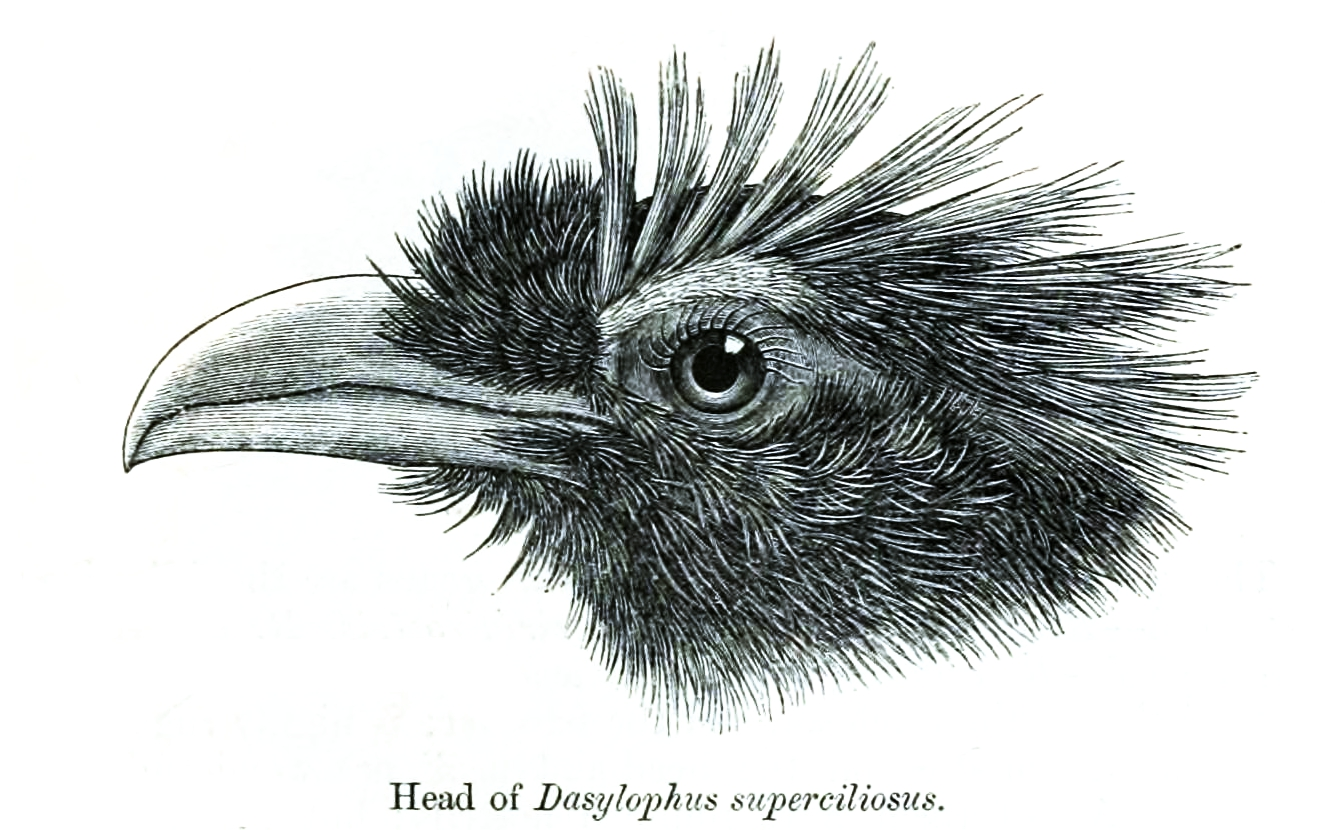
Малюнок голови птаха

Довжина птаха становить 38 см, самці важать 115 г, самиці 120 г. Верхня частина тіла, крила і хвіст чорні з синьо-зеленим відблиском. Нижня частина тіла чорна з тьмяним зеленуватим відблиском. Видовжені червоні пера над очима формують гребені "брів". Хвіст довгий, східнастий, широкі кінчики стернових пер білі. Райдужки жовті, навколо очей плями голої червоної або жовтувато-оранжевої шккіри, дзьоб світло-зелений з оранжевою смугою біля основи, лапи спереду зеленуваті, ззаду жовті. 
У молодих птахів голова чорна або бура, "брови" на ній відсутні, плями на кінчиках стернових пер менші, дзьоб коричнювато-зелений. Представники підвиду D. s. cagayanensis є меншими, ніж представники номінативного підвиду, гребні над очима у них менші, нижня частина тіла має оливковий відтінок.

## Підвиди
Виділяють два підвиди:
- D. s. cagayanensis (Rand & Rabor, 1967) — північний Лусон (Кагаян);
- D. s. superciliosus (Dumont, 1823) — Лусон (на південь від Кагаяна).

## Поширення і екологія
Червоночубі малкоги мешкають на островах Лусон, Маріндук і Катандуанес на півночі Філіппінського архіпелага. Вони живуть у вологих рівнинних тропічних лісах, на узліссях і галявинах та на луках, порослих чагарниками. Зустрічаються на висоті від 100 до 800 над рівнем моря. Живляться великими комахами, дощовими черв'яками і яшірками, яких шукають серед рослинності і ліан. Гніздування відбувається у травні-червні. Гніздовий паразитизм не практикують.